# Adrianichthys
Adrianichthys – rodzaj ryb z rodziny kaczorkowatych (Adrianichthyidae).

## Taksonomia
Rodzaj ten wprowadzony został w 1913 roku przez Maxa C.W. Webera na łamach  „Bijdragen tot de Dierkunde”. Obejmuje cztery opisane gatunki:
- Adrianichthys kruyti – kaczorek[4]
- Adrianichthys oophorus
- Adrianichthys poptae
- Adrianichthys roseni